# Olmo (Martellago)
Olmo (L'Olmo in veneto) è una frazione di 5 383 abitanti di Martellago nella Città metropolitana di Venezia, a circa 6 km da Mestre.

## Storia
In origine località di campagna compresa nel territorio di Maerne, ha ottenuto lo status di frazione nel 1971, in seguito al vistoso sviluppo urbano che ha attirato moltissime famiglie provenienti soprattutto da Mestre e Venezia (tanto che oggi si è sviluppata una sostanziale continuità urbana con le località di Zelarino e Trivignano, comprese nella Municipalità di Chirignago-Zelarino).

## Monumenti e luoghi d'interesse

### Parrocchiale
La notevole espansione edilizia del secondo dopoguerra vide la necessità di mettere mano anche alle esigenze religiose del nuovo quartiere di Olmo. Nel 1965 venne costruita una modesta cappella dipendente dalla chiesa Maerne (di recente demolita per far posto al nuovo centro parrocchiale), ma nel 1975 fu istituita una parrocchia autonoma, intitolata all'Annunciazione del Signore.
La costruzione della nuova chiesa, progettata dall'architetto don Angelo Polesello, iniziò nel 1988 e si concluse nel 1991 con la consacrazione presieduta dal vescovo di Treviso Paolo Magnani. 

## Infrastrutture e trasporti
La frazione è servita da alcune linee urbane ed extraurbane dell'ACTV che collegano la provinciale 38 (Via Olmo) a varie zone dell'area urbana di Mestre, a Venezia e ai principali centri del Miranese. 